# هواپیمای جت چهارموتوره

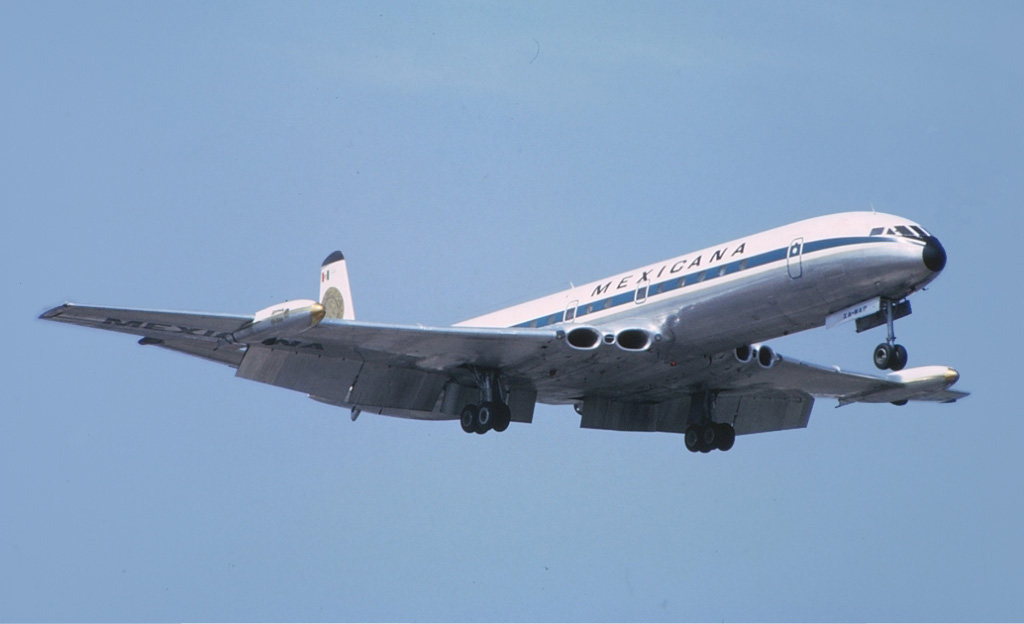
د هویلند کامت، نخستین جت مسافربری جهان که از چهار موتور جت استفاده می‌کرد.

جت چهارموتوره که گاهی کوادجت نیز نامیده می‌شود، هواپیمای جتی است که با چهار موتور کار می‌کند. وجود چهار موتور، باعث افزایش قدرت می‌شود و این امکان را برای چنین هواپیماهایی به‌عنوان هواپیمای مسافربری، باری و هواپیمای نظامی فراهم می‌کند. بسیاری از نخستین هواپیماهای جت دارای چهار موتور بودند که در میان آن‌ها دی هویلند کامت، نخستین هواپیمای جت تجاری جهان قرار دارد. در دهه‌های پس از معرفی، استفاده از هواپیماهای چهارموتوره، به‌تدریج به‌دلیل عوامل مختلفی از جمله تولید و عرضهٔ جت‌های دوموتوره برای پروازهای دورتر و تأکید بر بهره‌وری مصرف سوخت، کاهش یافته‌است.

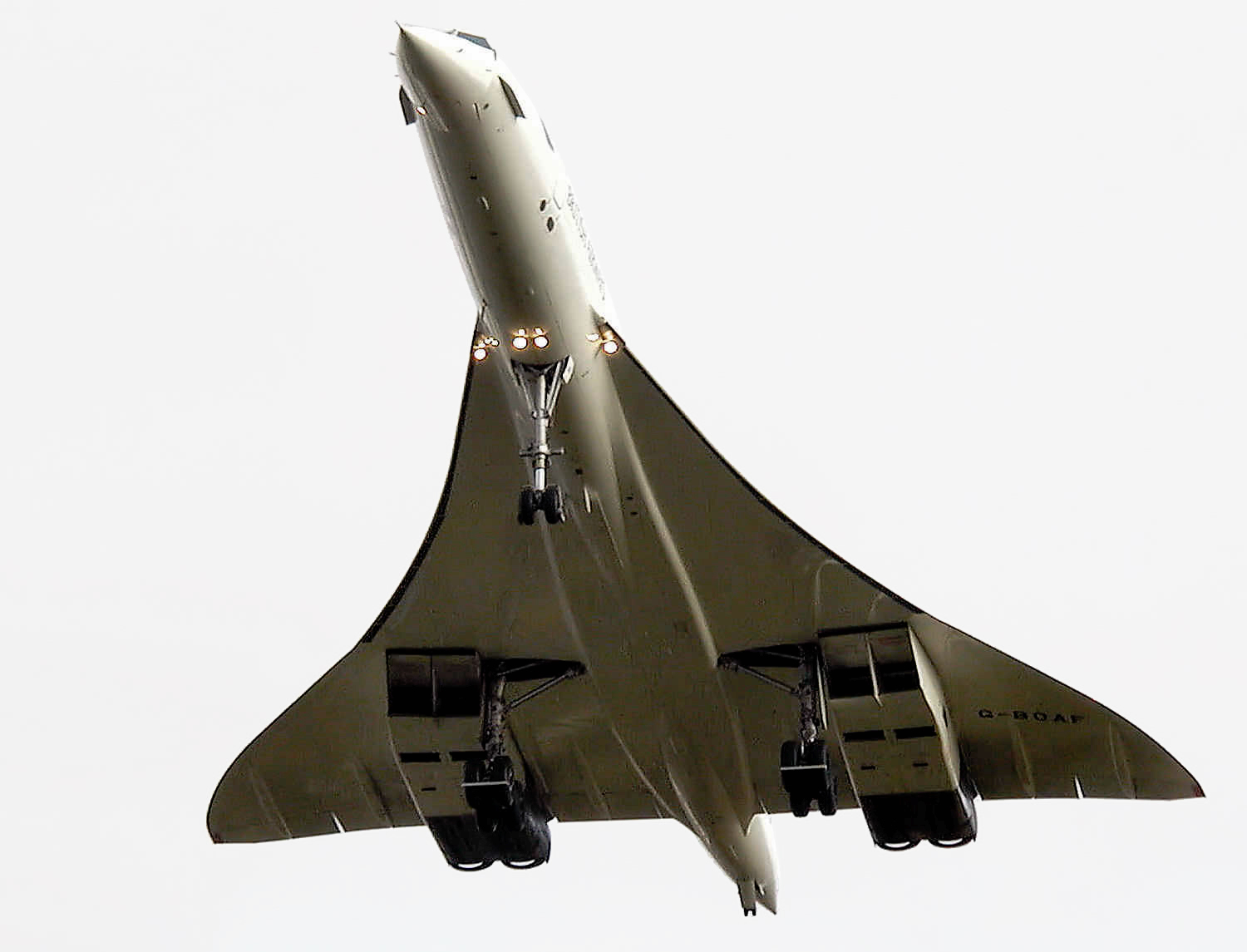
کنکورد در هنگام فرود، چهار موتور نصب شده در زیر بال، قابل دیدن هستند.

## وضعیت کنونی
تولید نوع مسافری بوئینگ ۷۴۷–۴۰۰ از سال ۲۰۰۵ متوقف شد و تحویل ایرباس ای۳۴۰ به ۱۱ دستگاه در سال کاهش یافت، زیرا آن‌ها در رقابت با جت‌های دوموتورهٔ کارآمدتر و مقرون به‌صرفه‌تر روبرو بودند.

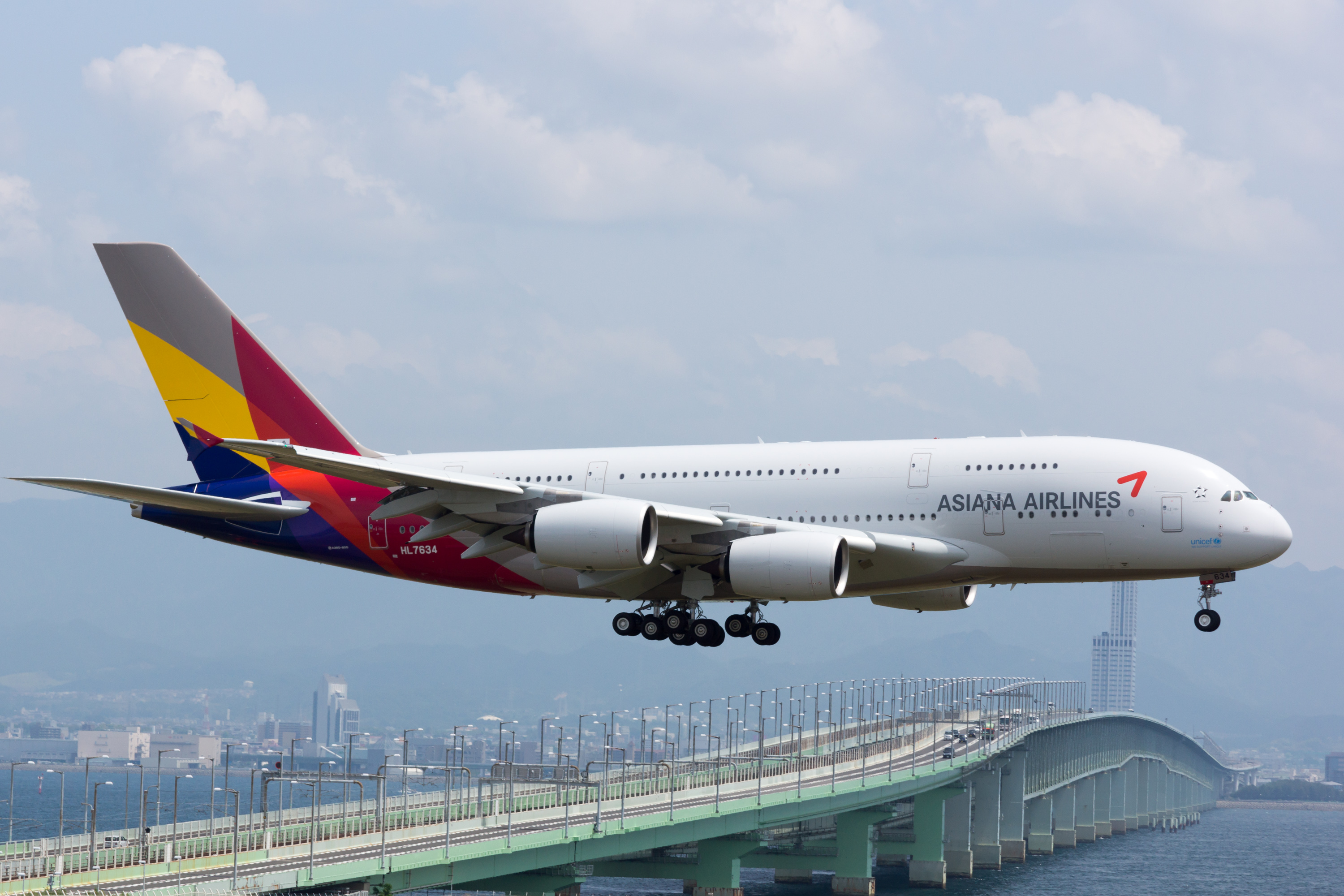
ایرباس ۳۸۰ در حال حاضر بزرگ‌ترین هواپیمای مسافربری جهان است.

در سال ۲۰۰۵ ایرباس ایرباس ۳۸۰ را معرفی کرد که در حال حاضر بزرگ‌ترین هواپیمای مسافربری جهان است. این هواپیما برای مسیرهایی با تقاضای بسیار بالا طراحی شده‌است و معمولاً ۵۷۵ مسافر را در دو عرشهٔ مجزا جا می‌دهد. با این‌حال، تا سال ۲۰۱۸، ایرباس تنها یک چهارم از رقم اولیهٔ پیش‌بینی شدهٔ فروش ۱٬۲۰۰ فروند را طی دو دهه انجام داده‌است. این امر را می‌توان به گرایش مدرن به استفاده از جت‌های دوموتورهٔ کوچک‌تر اما بسیار کارآمد مانند ایرباس ۳۵۰ و بوئینگ ۷۸۷ نسبت داد. بزرگ‌ترین کاربر ایرباس ۳۸۰، هواپیمایی امارات است و مرکز اصلی آن در فرودگاه بین‌المللی دبی واقع شده‌است که بسیاری از پروازهای طولانی در این فرودگاه توقف دارند. این امر باعث می‌شود که امارات بتواند صندلی‌های ایرباس ۳۸۰های خود را راحت‌تر پر کند. ایرباس اعلام کرد که تولید ایرباس ۳۸۰، در سال ۲۰۲۱ به پایان می‌رسد.

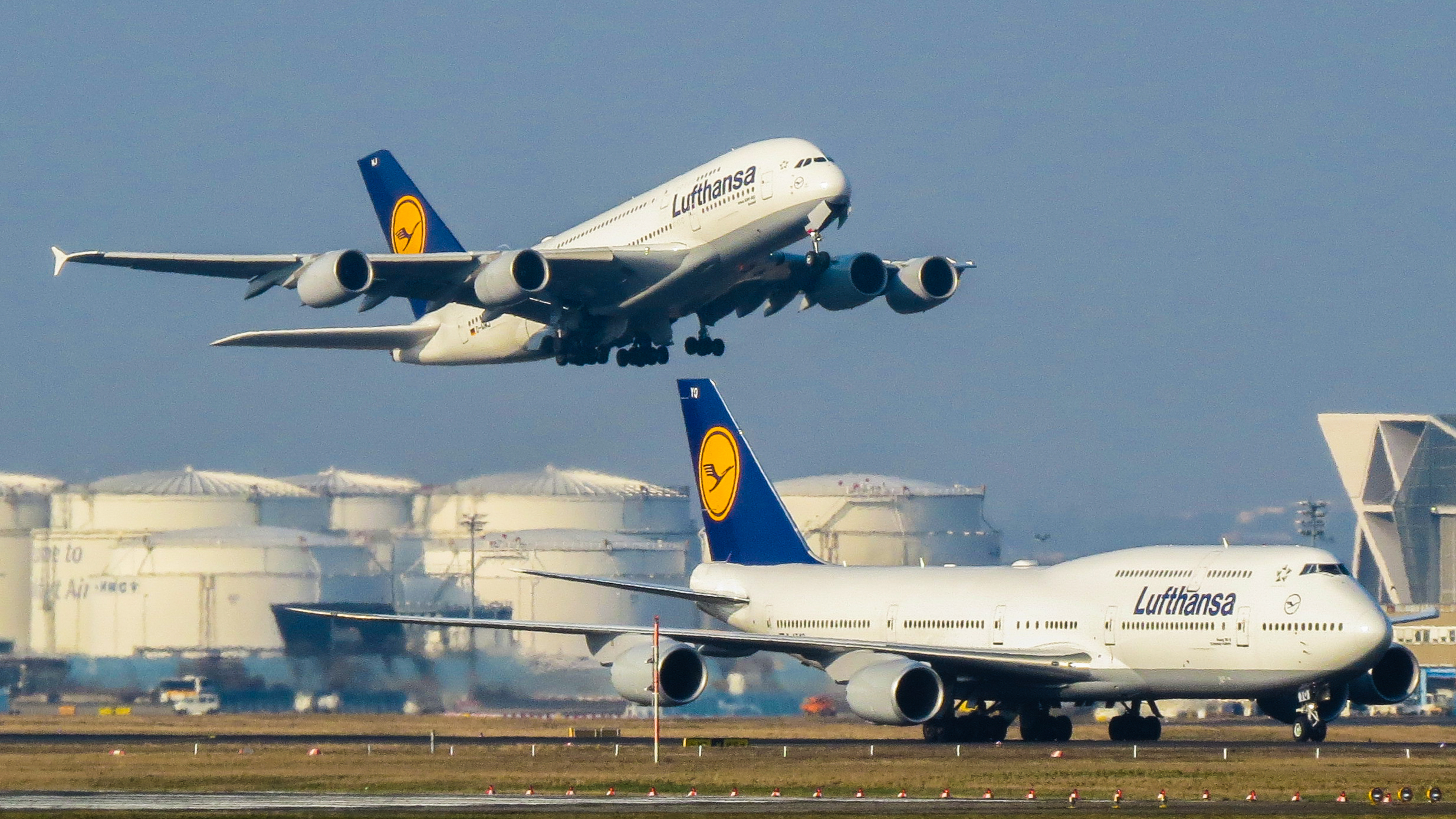
برخی از خطوط هوایی، مانند لوفت‌هانزا، استفاده از هر دو مدل ایرباس ۳۸۰ و بوئینگ ۷۴۷ را انتخاب کرده‌اند.

با ادامهٔ رشد قدرت موتور و کاهش تقاضای ظرفیت، هواپیماهای جت دوموتوره مانند بوئینگ ۷۸۷ دریم-لاینر و ایرباس ای۳۵۰ ایکس‌دابلیوبی وارد بازار هواپیماهایی شدند که در سال‌های قبل، به چهار موتور نیاز داشتند.
در پاسخ به تولید ایرباس ۳۸۰، بوئینگ نیز ۷۴۷–۸ را در سال ۲۰۱۱ به‌عنوان جانشین ۷۴۷–۴۰۰ معرفی کرد. نوع مسافری ۷۴۷–۸آی تا تاریخ ۲۰۱۸ تنها ۵۰ سفارش دریافت کرده‌است، در حالی‌که نوع باربری ۷۴۷–۸اِف با بیش از ۱۰۰ سفارش موفق تر بوده‌است. تا سال ۲۰۱۸، مدل ۷۴۷–۸اِف از نظر بُرد و توان حمل بار، بی‌رقیب است، و آن را به گزینه‌ای مناسب برای حمل بار تبدیل می‌کند.

## انواع در حال تولید

### هواپیماهای مسافربری
- بوئینگ ۷۴۷–۸ (فقط نسخهٔ باری)
- ایلیوشین ایل-۹۶ (محدود)

### هواپیمایی نظامی
- ایلیوشین ایل-۷۶
- کاوازاکی پی-۱
- شیان وای-۲۰